# PZInż.160
Il PZInż 160  è stato un semovente controcarro sviluppato in Polonia durante la seconda metà degli anni trenta del XX secolo, rimasto allo stadio di progetto.

## Storia
Dopo aver costruito gli sperimentali prototipi di semoventi controcarro TKD (1932) e TKD-S (1937) la fabbrica Państwowe Zakłady Inżynieryjne decise di sviluppare un modello alternativo al TKD-S incaricando l’ingegnere Edward Habich della sua progettazione. Habich utilizzò lo stesso chassis del carro leggero 4TP (designazione interna PZInż.140) dando vita al modello PZInż.160. L’armamento adottato si basava su di un cannone controcarro Bofors wz. 36 da 37 mm installato nello scafo, in posizione anteriore, protetto da una piastra corazzata inclinata. L’armamento difensivo era composto da due mitragliatrici Ckm wz. 30 da 7,92 mm, una posta sopra il cannone e una installata per la difesa antiaerea montata su apposito affusto.

## Descrizione tecnica
Con un peso a vuoto di 4,3 t, il semovente raggiungeva la velocità massima di 50 km/h. Il propulsore a benzina PZInż.425 a 6 cilindri in linea da 3 880 cm³, raffreddato ad acqua, erogante la potenza di 95 CV a 3 600 giri al minuto era disposto longitudinalmente sul lato destro dello scafo nella parte posteriore. Il rapporto peso: potenza era pari a 22 CV/t, e il semovente poteva superare trincee di 1,60 m, e guadi di 70 cm. Il cambio automatico disponeva di quattro marce avanti e una indietro.

### Annotazioni
1. ↑  Già utilizzato anche per il carro anfibio PZInż.130 e per il trattore cingolato PZInż.152.
2. ↑  Secondo alcune pubblicazioni d’epoca tale motore era a otto cilindri.

### Fonti
1. ↑  Janusz Magnuski, "Czołgi rozpoznawcze PZInż.-130 i PZInż.-140"; Nowa Technika Wojskowa nr. 11/1993.
2. 1 2 3 4 5 6 7   Polskie działa samobieżne 1930-1939 su republika.pl, su derela.republika.pl. URL consultato il 12 gennaio 2017 (archiviato dall'url originale il 15 maggio 2011).
3. ↑   Polish Armor Projects and Prototypes su achtungpanzer.com, su achtungpanzer.com. URL consultato il 12 gennaio 2017 (archiviato dall'url originale il 6 marzo 2014).

### Periodici
- Adriana Cantamutto, Le forze corazzate polacche, in Eserciti nella Storia, n. 58, Parma, Delta Editrice, marzo-aprile 2010,  pp. 52-58.
- Janusz Magnuski, "Czołgi rozpoznawcze PZInż.-130 i PZInż.-140"; Nowa Technika Wojskowa nr. 11/1993